# Jota2 Normae
Jota2 Normae (ι2 Normae, förkortat Jota2 Nor, ι2 Nor)  är en ensam stjärna belägen i den södra delen av stjärnbilden Vinkelhaken. Den har en skenbar magnitud på 5,57 och är svagt synlig för blotta ögat där ljusföroreningar ej förekommer. Den är belägen väster om Rigil Kentaurus men kan vara svår att upptäcka mot Vintergatan. Baserat på parallaxmätning inom Hipparcosuppdraget på ca 11,7 mas, beräknas den befinna sig på ett avstånd på ca 280 ljusår (ca 88 parsek) från solen. På det beräknade avståndet minskar dess skenbara magnitud 0,24 enheter genom en skymningsfaktor på 0,45 beroende på interstellärt stoft. Stjärnans radiella hastighet är noll, vilket anger att den varken rör sig mot eller bort från solen.

## Egenskaper
Jota2 Normae är en blå till vit stjärna i huvudserien av spektralklass B9.5 V. Den har en beräknad massa som är ca 2,6 gånger större än solens massa, en radie som är ca 3,1 gånger större än solens och utsänder från dess fotosfär ca 40 gånger mera energi än solen vid en effektiv temperatur av ca 10 600 K.